# Майкл Редфорд
Майкл Ре́дфорд (англ. Michael Radford, нар. 24 лютого 1946, Нью-Делі) — британський кінорежисер і сценарист, двічі лауреат премії BAFTA: за найкращий неангломовний фільм і найкращу режисуру (фільм «Поштар»). Режисер фільмів «1984» (найкращий британський фільм року), «Бездоганний», «Ельза і Фред» та інших.

## Біографія
Народився 24 лютого 1946 року в Нью-Делі (Індія). Навчався в Бедфордской школі і Вустер-коледжі, після чого вступив до Національної школи кіно і телебачення.
На початку кар'єри Редфорд працював у виробництві документальних фільмів, в основному на проектах для Бі-бі-сі.